# КДУ-414
КДУ-414 (Корректирующая Двигательная Установка) — агрегат, состоящий из жидкостного ракетного двигателя, и системы вытеснительной подачи для него, разработанный ОКБ А.М. Исаева в 1960-1965 годах, и применявшийся в качестве корректирующего двигателя на ИСЗ «Молния-1», AMC «Марс-1», «Венера-1», «Зонд-2», «Зонд-3», нескольких ИСЗ серии «Космос».

## Конструкция
Корректирующая двигательная установка состоит из однокамерного ЖРД, конического корпуса с расположенным внутри сферическим баком. Внутри бак делится перегородкой на две части: для горючего (несимметричный диметилгидразин) и окислителя (азотная кислота). 
Подача горючего и окислителя в двигатель вытеснительная, бак наддувается сжатым азотом, который не смешивается с компонентами топлива благодаря наличию эластичных разделителей. Кроме этого сжатый азот используется и в контурах управления агрегатами автоматики. 
Двигатель может качаться в двух плоскостях, при помощи карданного подвеса, установленного у форсуночной головки камеры сгорания.